# Una gita a Roma
Una gita a Roma è un film del 2016, scritto e diretto da Karin Proia, uscito al cinema in Italia il 4 maggio 2017.

## Trama
Francesco, 9 anni, con una grande passione per l'arte, e la sua sorellina Maria di 5 anni, da una cittadina di provincia arrivano a Roma in gita con la madre. Quando per un problema sono costretti a tornare a casa prima del tempo, il bambino decide di scappare dalla madre e la sorellina lo segue. 
Ha inizio così la loro avventura, lungo un tragitto che li porterà a scoprire una grande metropoli e un ricco universo di personaggi, luoghi sconosciuti e situazioni inattese. La loro meta, a lungo sognata, è uno dei luoghi artistici più stupefacenti del mondo, ma sul loro percorso troveranno un bel po' di imprevisti.

## Produzione
Nel film appare, seppur brevemente, nel ruolo di sé stesso Phil Palmer, chitarrista jazz e rock britannico.

### Ambientazione
Il film, che ha ricevuto il Patrocinio di Roma Capitale - Assessorato alla Cultura, Creatività e Promozione Artistica, è stato girato interamente a Roma.

## Accoglienza
- Nel weekend di uscita, Una gita a Roma ha realizzato la miglior media sala in Italia tra le nuove uscite, con più del doppio della seconda media sala realizzata dal film Insospettabili sospetti della Warner (dati Cinetel)[1].

## Riconoscimenti
- Premio per il miglior film straniero al Female Eye Film Festival 2016 (Toronto)[2]
- Premio del pubblico al Russia Italia Film Festival 2017 (Mosca)[3]
- Premio per la miglior attrice esordiente a Tea Buranelli al Terra di Siena Film Festival 2017[4]
- Premio per la migliore produzione allo Spoleto Film Festival 2018[5]
- Premio Sampietrino d'oro 2019 alla regia[6]